# Miljkovac (okręg zajeczarski)
Miljkovac (cyr. Миљковац) – wieś w Serbii, w okręgu zajeczarskim, w gminie Knjaževac. W 2011 roku liczyła 86 mieszkańców.